# Alfonso López Pumarejo

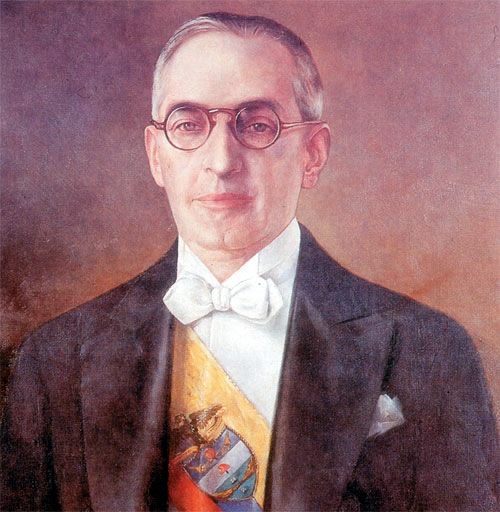
Alfonso López Pumarejo

Alfonso López Pumarejo (* 31. Januar 1886 in Honda, Tolima; † 20. November 1959 in London) war ein kolumbianischer Politiker der liberalen Partido Liberal Colombiano und zweimaliger Präsident Kolumbiens.

## Leben
López Pumarejo entstammte einer wirtschaftlich und politisch einflussreichen Familie Kolumbiens. Sein Großvater Ambrosio López war Unternehmer und Unterstützer verschiedener politischer Repräsentanten wie José Hilario López, während sein Vater Pedro Aquilino López Medina Schatzminister (Ministro del Tesoro), Senator und Landwirtschaftsminister war.
Er selbst studierte nach seinem Schulabschluss seit 1901 an der London School of Economics and Political Science. Nach seiner Rückkehr nach Kolumbien 1904 begann er 1915 seine politische Laufbahn als Mitglied des Repräsentantenhauses (Cámara de Representantes), in dem er die liberale Partido Liberal Colombiano vertrat. Zugleich betätigte er sich als Gründer einer Bank.
1930 gehörte er zu den maßgeblichen Unterstützern von Enrique Olaya Herrera, der zum ersten liberalen Präsidenten Kolumbiens seit 1886 gewählt wurde. Dieser ernannte ihn daraufhin zum Botschafter im Vereinigten Königreich, wo er eine persönliche Freundschaft mit Oscar R. Benavides, dem früheren Präsidenten und damaligen Botschafter Perus in London begann.
1934 wurde López Pumarejo als Kandidat der Liberalen schließlich selbst erstmals zum Präsidenten Kolumbiens gewählt und konnte sich dabei klar gegen seinen einzigen Gegenkandidaten, indigenen den Kommunisten Estiquio Timote durchsetzen. Die persönliche Freundschaft zwischen ihm und dem 1933 erneut zum Präsidenten Perus gewählten Oscar R. Benavides führte zur Beendigung des Kolumbianisch-Peruanischen Krieges wegen einer Gebietsstreitigkeit um die Stadt Leticia am Amazonas durch ein Friedens- und Freundschaftsprotokoll. 1936 erließ seine Regierung zur Umsetzung einer Landreform ein Gesetz, das es ermöglichte, Privatbesitz im „sozialen Interesse“ zu enteignen. Aus Enttäuschung über das Verhalten der Vertreter der Liberalen Partei und der konservativen Partido Conservador bot er 1937 im Parlament (Congresso) seinen Rücktritt an, der jedoch von den beiden Kammern des Parlaments zurückgewiesen wurde.
Aufgrund der damals geltenden Verfassung war ihm 1938 keine erneute Präsidentschaftskandidatur möglich. Allerdings wurde er 1942 erneut zum Präsidenten Kolumbiens gewählt und konnte sich bei der Präsidentschaftswahl gegen Carlos Arango Vélez, einen früheren Bürgermeister von Bogotá durchsetzen. Zwischen November 1943 und Mai 1944 befand er sich fast durchgehend zur medizinischen Behandlung seiner Ehefrau in den Vereinigten Staaten. Nach seiner Rückkehr beabsichtigte er erneut zurückzutreten, verzichtete jedoch auf den Rücktritt, nachdem der Senat das Rücktrittsgesuch zurückgewiesen hatte. Im Juli 1944 wurde er bei einem versuchten Militärputsch von den aufständischen Militärs entführt und für einige Zeit festgehalten. Im Juli 1945 trat er dann endgültig zurück. Anschließend übernahm bis zum Ende der regulären Amtszeit am 7. August 1946 der bisherige Außenminister Alberto Lleras Camargo die Amtsgeschäfte als amtierender Präsident Kolumbiens.
In den Jahren 1945, 1948 und 1958 war er als erster Botschafter Kolumbiens bei den Vereinten Nationen Präsident der Delegationen bei den Generalversammlungen der Vereinten Nationen. Zuletzt hatte López Pumarejo von Juni 1959 bis zu seinem Tod wenige Monate später erneut das Amt des Botschafters im Vereinigten Königreich inne.

## Nachwirkung
Rückblickend wurden seine Präsidentschaften von einigen Zeitungen als Zeiten großer Reformen im Bildungs-, Gesundheits- und Sozialwesen und er selbst trotz familiärer Skandale und einer vermutlich falschen Anschuldigung wegen eines Staatsverbrechens als einer der besten Präsidenten Kolumbiens im 20. Jahrhundert angesehen. Allerdings wurden während seiner Regierungszeit trotz der begonnenen Landreform die Interessen der ländlichen Bevölkerung vernachlässigt. Auch die scharfe Frontstellung López Pumarejos gegen die Katholische Kirche führte zu Widerstand und angesichts der Spaltung der Liberalen zum Erstarken der Konservativen. Die Landbevölkerung radikalisierte sich in der Folge. Es kam seit 1948 zu massenhaften Gewalttaten, was wiederum zu Racheaktionen der Konservativen führte.
López Pumarejo zu Ehren wurde neben Straßen, Plätzen und Fußballstadien der Flughafen Valledupar in Aeropuerto Alfonso López Pumarejo benannt.
Einer seiner Söhne, Alfonso López Michelsen, war von 1974 bis 1978 ebenfalls Präsident Kolumbiens.